# مانفرد بینتس
مانفرد بینتس (به آلمانی: Manfred Binz) بازیکن فوتبال و مدافع اهل آلمان است که از سال ۱۹۹۰ میلادی عضو تیم ملی فوتبال آلمان بوده‌است. وی در ۱۴ بازی ملی حضور داشته است و آخرین بازی ملی خود را در سال ۱۹۹۲ میلادی انجام داد. مانفرد بینتس در بازی‌های ملی‌اش ۱ گل به ثمر رساند.